# Lista muzeelor din Cluj-Napoca
Lista muzeelor din Cluj-Napoca:
- Muzeul Apei
- Muzeul de Artă
- Muzeul Botanic[1]
- Muzeul de Calculatoare - X86 Generation
- Muzeul Etnografic al Transilvaniei
- Muzeul Farmaciei
- Muzeul Național de Istorie a Transilvaniei
- Muzeul de Istorie al UBB[1]
- Muzeul de Mineralogie[1]
- Muzeul Mitropoliei Clujului
- Muzeul de Paleologie și Stratigrafie[1]
- Muzeul Pompierilor
- Muzeul de Speologie „Emil Racoviță”
- Muzeul Zoologic
- Muzeul Vivarium al UBB[1]
- Muzeon - Povestea vecinului tău evreu[2]

Muzee memoriale:
- Muzeul Memorial Emil Isac
- Muzeul Memorial David Prodan[1]

Muzee desființate:
- Muzeul Ardelean